# Wu You
Wu You (chinesisch 吴优, Pinyin Wú Yōu; * 27. März 1984 in Jinzhou) ist eine ehemalige chinesische Ruderin.
Wu You begann 1998 mit dem Rudersport. Bei den Olympischen Spielen 2004 in Athen belegte sie mit dem chinesischen Achter den vierten Platz. Ebenfalls Vierte wurden die Chinesinnen bei den Weltmeisterschaften 2006. 2007 in München kam der chinesische Achter auf den achten Platz. 2008 wechselte Wu You in den Zweier ohne Steuerfrau. Zusammen mit Gao Yulan siegte sie bei den Weltcup-Regatten in München und Luzern. Bei den Olympischen Spielen in Peking gewannen die rumänischen Titelverteidigerinnen Georgeta Andrunache und Viorica Susanu mit anderthalb Sekunden Vorsprung vor den Chinesinnen. 
Nach zwei Jahren Pause traten Gao Yulan und Wu You bei den Weltmeisterschaften 2011 in Bled wieder an und belegten den vierten Platz. 2012 startete Wu You zwar noch im Weltcup, bei den Olympischen Spielen 2012 in Eton ruderte Gao Yulan zusammen mit Zhang Yage.